# Памрој (Охајо)
Памрој (енгл. Pomeroy) град је у америчкој савезној држави Охајо.

## Демографија
По попису из 2010. године број становника је 1.852, што је 114 (-5,8%) становника мање него 2000. године.
| Група             | 2000.         | 2010.         |
| Белци             | 1.862 (94,7%) | 1.740 (94,0%) |
| Афроамериканци    | 42 (2,1%)     | 50 (2,7%)     |
| Азијати           | 2 (0,1%)      | 2 (0,1%)      |
| Хиспаноамериканци | 5 (0,3%)      | 9 (0,5%)      |
| Укупно            | 1.966         | 1.852         |